# مینای گوشواره‌ای سیلانی
مینای گوشواره‌ای سیلانی یکی از گونه‌های مینای گوشواره‌ای است که نام علمی آن Gracula ptilogenys است. نام دیگر آن مینای سریلانکا (به انگلیسی: Sri Lanka Myna) است.